# Alipio Vera
Alipio Segundo Vera Guerrero (Puerto Montt, Chile; 25 de agosto de 1945 - Santiago de Chile, Chile; 20 de marzo de 2023) fue un periodista chileno. Obtuvo el Premio Nacional de Periodismo en 2013.

## Biografía
Fue hijo de Alipio Vera Barría y Ercira Guerrero Guerrero y hermano de María Elisabeth, José Humberto, Luis Fredy, Placidia del Carmen y María Viviana una familia de campesinos asentada en Maullín.
En 1965 se trasladó a Santiago para estudiar periodismo en la Facultad de Filosofía y Letras de la Universidad de Chile, y mientras realizaba sus estudios universitarios, fue inspector del Internado Nacional Barros Arana. Se tituló de periodista en 1969.
Estaba casado con Sonia Hernández, con quien tuvo tres hijos: Carolina, Rodrigo (periodista deportivo) y Paula.
El 6 de marzo de 2023 fue internado en el Hospital Clínico de la Universidad Católica, donde se mantuvo en observación, hasta su fallecimiento el 20 de marzo de 2023 por complicaciones derivadas de una cirugía cardíaca.

## Carrera profesional
En 1969 ingresó a trabajar a Televisión Nacional de Chile (TVN), donde cubrió el accidente del vuelo 571 de la Fuerza Aérea Uruguaya en la cordillera de los Andes. Dejó el canal estatal por un breve periodo entre 1979 y 1981, para dirigir el diario El Austral de Temuco.
En su regreso a TVN, fue de los fundadores del programa de investigación Informe especial en junio de 1984, donde fue corresponsal de guerra en conflictos como la Revolución Sandinista de Nicaragua, la guerra civil de El Salvador, el genocidio de Ruanda, el intento de golpe de Estado en la Unión Soviética y las guerras en Medio Oriente.
En 1994 participó del libro Vendedores de sol, de Alejandro Cabrera. En septiembre de 1995 dejó definitivamente TVN para integrarse como periodista del Departamento de Prensa de Canal 13. En dicho canal destacó por sus notas en la sección «Reportajes» de Teletrece, donde mostraba el patrimonio cultural de su país. También participó en la Ruta Quetzal en Canal 13. 
En marzo de 2015 se anunció su salida del canal tras dos décadas, para integrarse a Mega, donde debutó con el programa documental A orillas del río; posteriormente participó en el programa Historias que nos reúnen. En 2021 regresó a Canal 13 para realizar una serie de documentales llamada Crónicas de la Patagonia.

## Reconocimientos
- Premio Rubén Darío (1987)[4]
- Premio Nacional de Periodismo Científico Hernán Olguín Maibee (1989)[4]
- Premio de Periodismo Carmen Puelma (2008)[10]
- Premio Nacional de Periodismo (2013)[13]
- Hijo Ilustre de Puerto Montt[6]
- Medalla Universidad San Sebastián (2017)[14]